# Wreck Island (ö i Falklandsöarna)
Wreck Island är en ö i territoriet Falklandsöarna (Storbritannien). Den ligger i den nordvästra delen av landet. Arean är 0,50 kvadratkilometer.
Terrängen på Wreck Island är mycket platt. Öns högsta punkt är 5 meter över havet. Ön sträcker sig 0,6 kilometer i nord-sydlig riktning, och 2,1 kilometer i öst-västlig riktning. Den är en sanddyn.